# Catenacciu
 (juillet 2025).
Motif : l'article sur le Catenacciu de Sartène, qui semble son seul ou plus important représentant n'est il pas suffisant?
- Archive Wikiwix
- Bing
- Cairn
- DuckDuckGo
- E. Universalis
- Gallica
- Google
- G. Books
- G. News
- G. Scholar
- Persée
- Qwant
- (zh) Baidu
- (ru) Yandex
- (wd) trouver des œuvres sur Wikidata

| 1. | Préciser le motif de la pose du bandeau. | Précisez le motif de la pose du bandeau en utilisant la syntaxe suivante : {{admissibilité à vérifier\|date=juillet 2025\|motif=remplacez ce texte par le motif}}               |
| 2. | Informer les utilisateurs concernés.     | Pensez à avertir le créateur de l'article, par exemple, en insérant le code ci-dessous sur sa page de discussion : {{subst:avertissement admissibilité à vérifier\|Catenacciu}} |

Le catenacciu (littéralement "homme enchaîné" - de catena, chaîne en latin) est une tradition corse, principalement sartenaise (alors nommée catinacciu), qui se déroule lors de la procession du Vendredi saint. Le Catenacciu effectue un chemin de croix en pente à travers la ville, et symbolise la montée du Christ au calvaire. Le plus célèbre est aujourd'hui le Catenacciu de Sartène.
Le pénitent est vêtu d'une aube écarlate et d'une cagoule rouge (seul le curé de la paroisse connaît son identité). Il porte une croix (d'un poids de 37 kg) en chêne massif, chaînes (d'un poids de 17 kg) aux pieds, sur un parcours de 1,8 km et doit tomber trois fois sur son chemin, à l'image du Christ.